# Àngels Chacón
Maria Àngels Chacón i Feixas (nascida em 1968) é uma política espanhola da Catalunha que atuou como Ministra da Empresa e do Conhecimento do governo catalão.

## Primeiros anos
Chacón nasceu em 1968 em Igualada, Catalunha. É licenciada em Direito pela Universidade de Barcelona e especialista em comércio internacional.

## Carreira
Chacón trabalhou como diretora de exportação para várias empresas do setor papeleiro. Foi diretora comercial da Juan Romaní Esteve e responsável pela exportação da Manipulados del Noya. Foi secretária-geral do Sindicato Empresarial Anoia, entidade que representa 850 sócios e 2.400 empresas, de 2008 a 2011.
Chacón foi coordenadora dos projetos Urbact 3D Cities (crescimento econômico e inovação em saúde) e Urbact Retailink (crescimento econômico e inovação de estratégia comercial em cidades de médio porte) e foi codiretora do 4D Health Patient Safety Simulation Innovation Center desde 2009. Em junho de 2017, foi nomeada diretora-geral da indústria no Departamento de Negócios e Conhecimento da Generalitat de Catalunya.
Chacón disputou as eleições locais de 2011 como candidato independente da aliança eleitoral da Convergência e União (CiU) em Igualada e foi eleita. Após a eleição, ela foi nomeada segunda vice-prefeita responsável pela economia, comércio e turismo. Ela foi reeleita nas eleições locais de 2015. Após a eleição, foi nomeada primeira vice-prefeita responsável pela economia, conhecimento, internacionalização e interior. Ela se juntou ao Partido Democrático Europeu Catalão (PDeCAT) depois que foi formado.

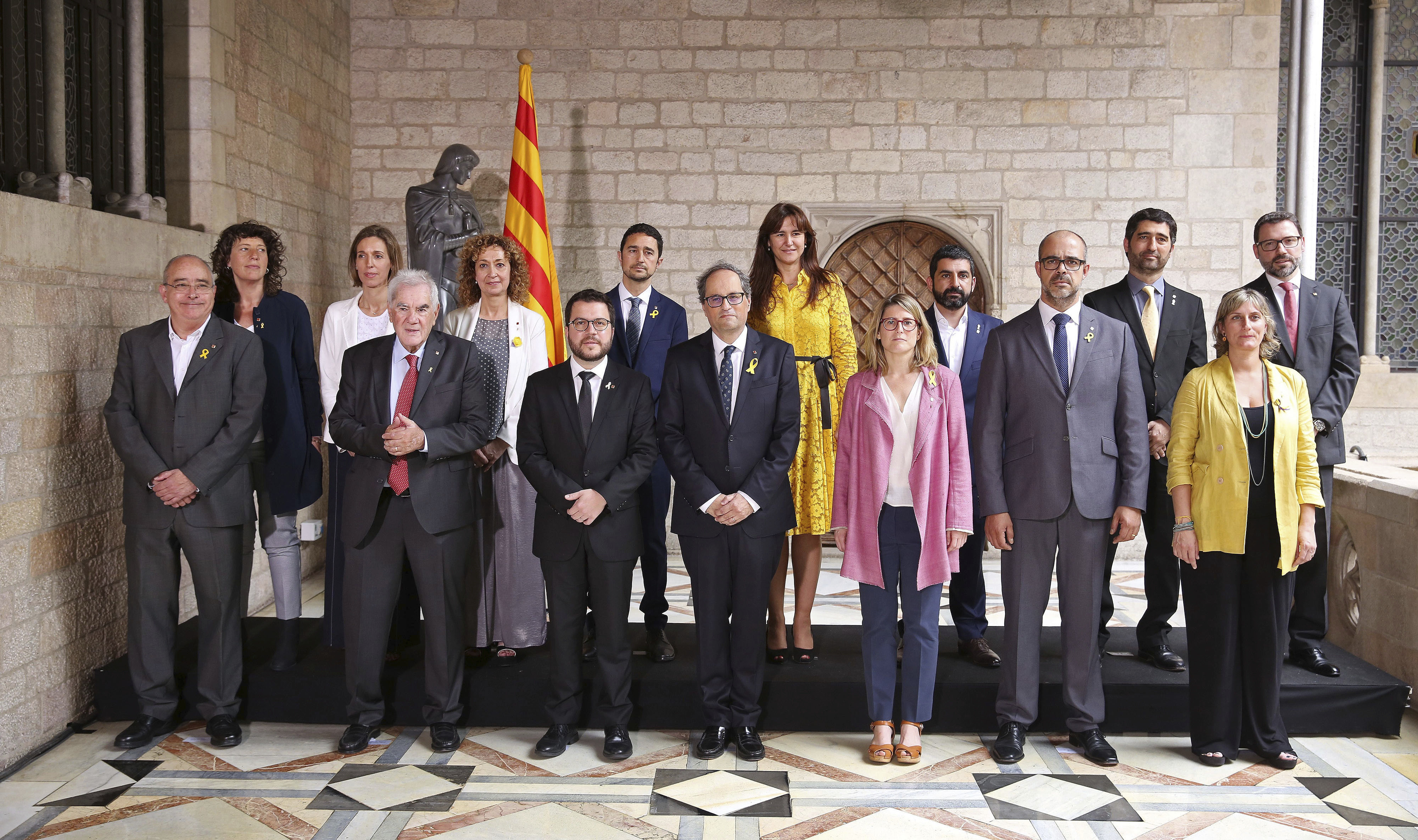
Chacón e outros membros do governo catalão em 2 de junho de 2018

Em 19 de maio de 2018, o recém-eleito Presidente da Catalunha Quim Torra nomeou um novo governo no qual Elsa Artadi seria Ministra da Empresa e do Conhecimento. No entanto, o governo espanhol condenou a inclusão de políticos presos/exilados no governo como provocativa e recusou-se a aprovar as nomeações de Torra ou a revogar o governo direto. Diante dessa oposição, Torra anunciou um novo governo em 29 de maio de 2018 sem os políticos presos/exilados. Chacón seria Ministra do Comércio e do Conhecimento no novo governo. Ela foi empossada em 2 de junho de 2018 no Palau de la Generalitat de Catalunya.

## História eleitoral
| Eleição     | Constituinte | Festa        | Aliança              | Não. | Resultado |
| ----------- | ------------ | ------------ | -------------------- | ---- | --------- |
| 2011 locais | Igualada     | Independente | Convergência e União | 3    | Eleito    |
| 2015 locais | Igualada     | Independente | Convergência e União | 3    | Eleito    |